# 千歳駅 (千葉県)
千歳駅（ちとせえき）は、千葉県南房総市千倉町白子（しらこ）にある、東日本旅客鉄道（JR東日本）内房線の駅である。

## 歴史
- 1927年（昭和2年）5月20日：鉄道省が千歳仮停車場として開設[1]。
- 1930年（昭和5年）8月1日：千歳駅に昇格[1]。
- 1962年（昭和37年）10月1日：貨物取扱廃止[2]。
- 1971年（昭和46年）
  - 6月26日：荷物扱い廃止[3]。
  - 7月1日：無人駅化[4]。
- 1987年（昭和62年）4月1日：国鉄分割民営化に伴い、東日本旅客鉄道（JR東日本）の駅となる[1]。
- 2007年（平成19年）2月：駅舎改築。
- 2009年（平成21年）3月14日：ICカード「Suica」の利用が可能となる[5]。東京近郊区間に組込まれる[5]。

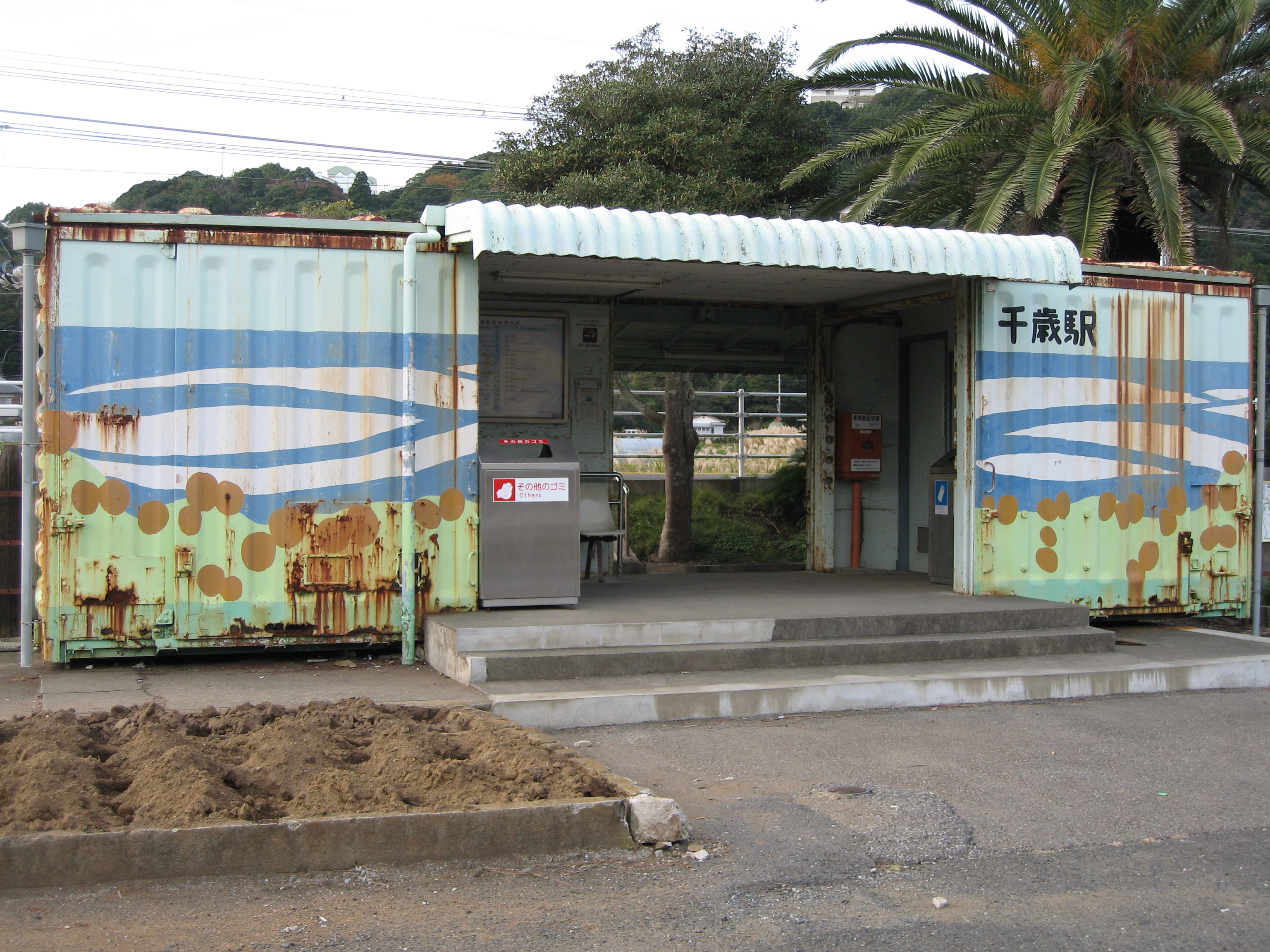
旧駅舎（2006年11月）

## 駅構造
単式ホーム1面1線を有する地上駅。内房線内の駅で安房勝山駅、那古船形駅、九重駅、太海駅と同じく列車交換が不可能な駅となっている。ホームは10両編成まで対応する。
木更津統括センター（館山駅）管理の無人駅で、簡易Suica改札機、乗車駅証明書発行機が設置されている。トイレは水洗式。以前は、有蓋貨車を改造した待合室が設置されていたが撤去され、ガラス張りの待合室が設置された。
2010年（平成22年）2月10日より外房線PRC型自動放送（路線上は内房線であるが外房線CTC管轄）が導入された。

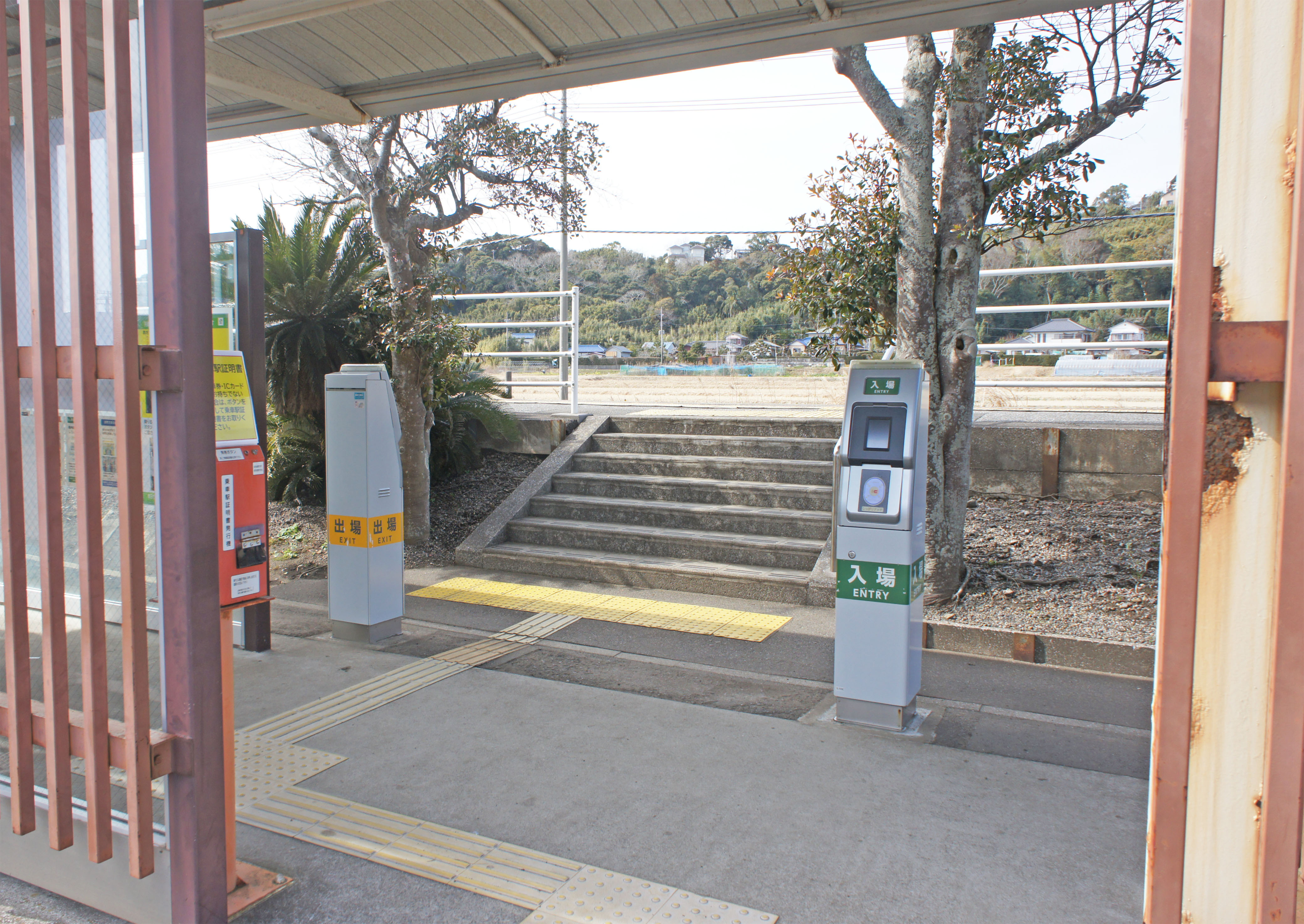
改札口（2022年2月）
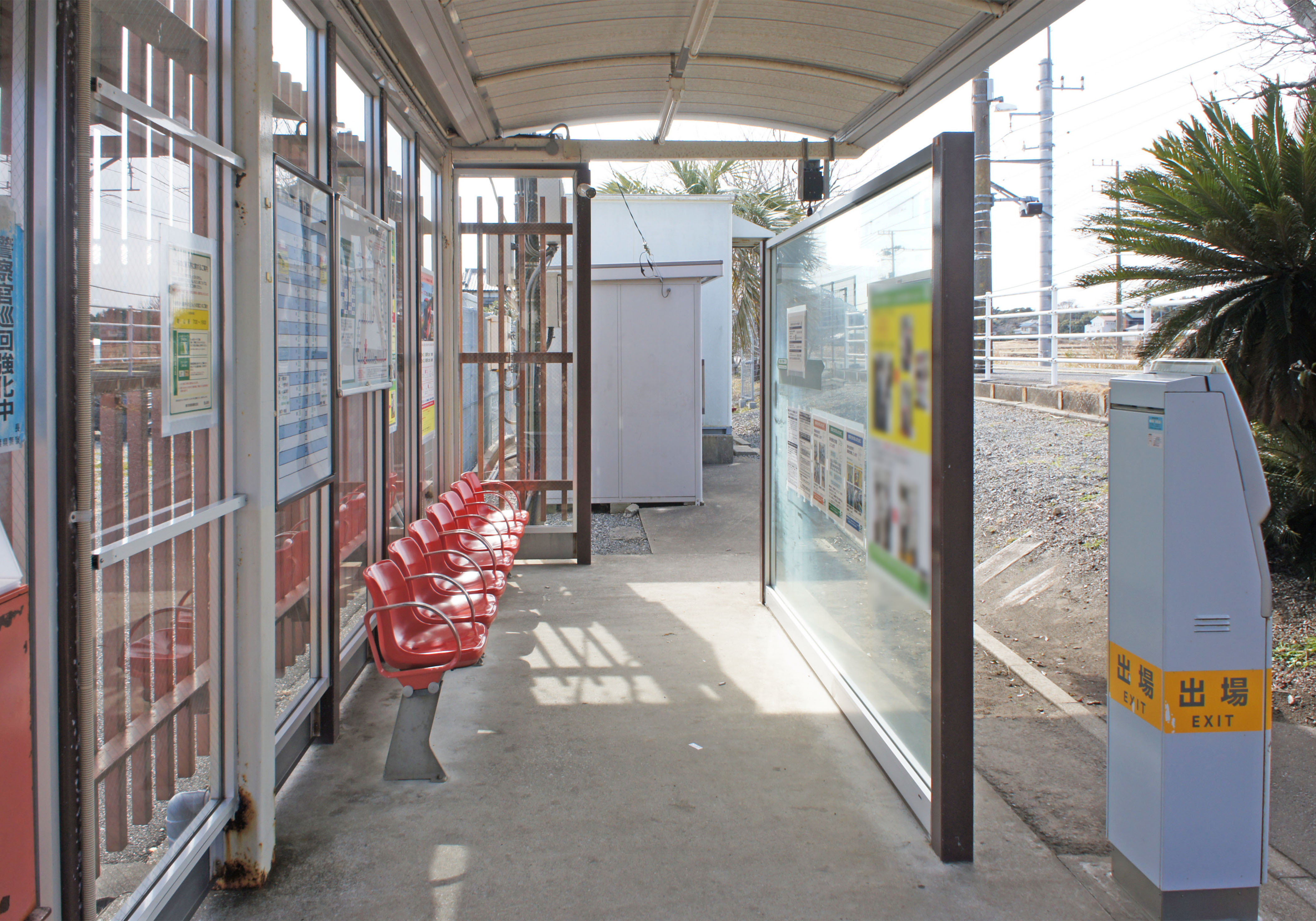
待合所（2022年2月）
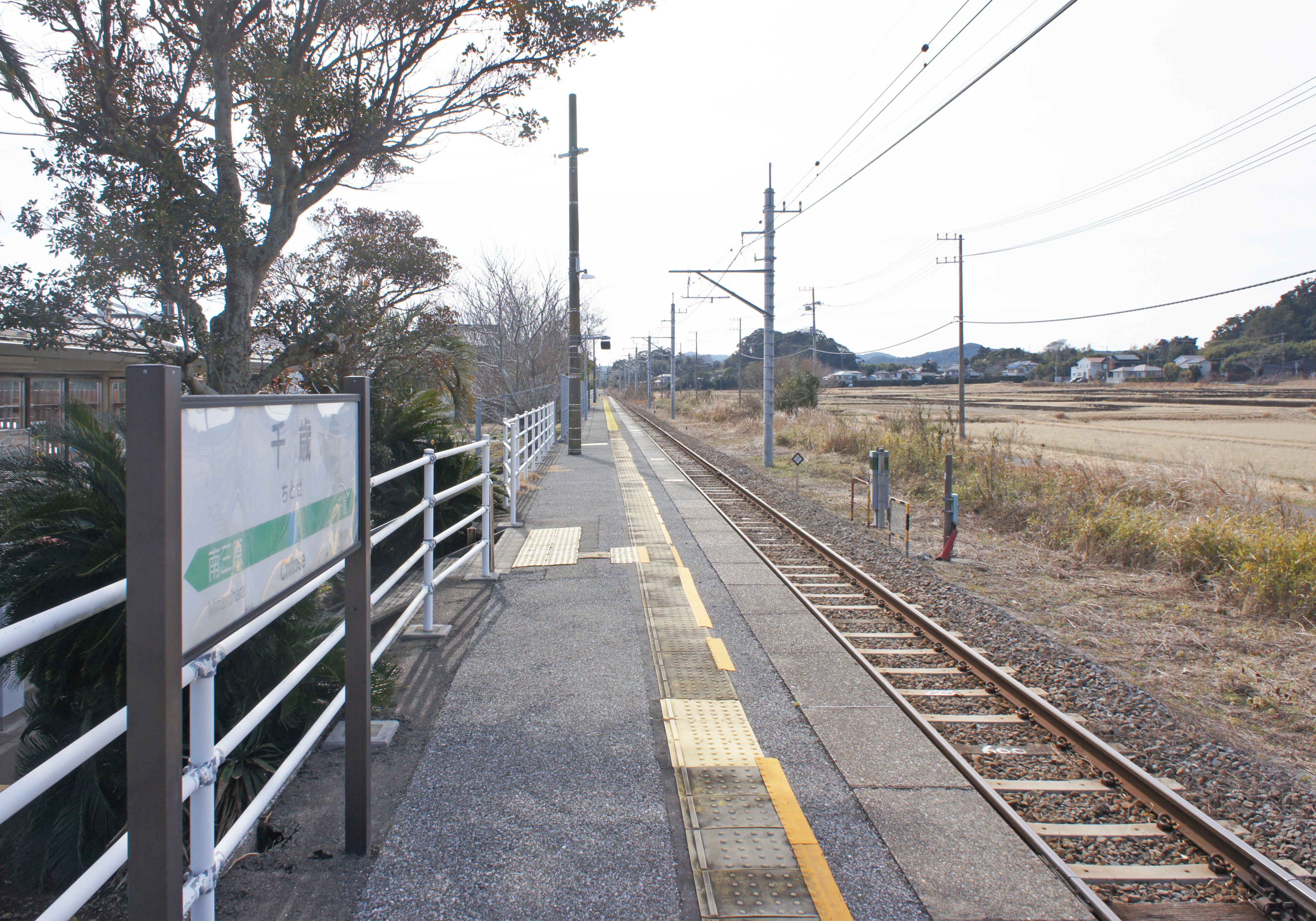
駅ホーム（2022年2月）

## 利用状況
2006年（平成18年）度の1日平均乗車人員は62人である。
千葉県統計年鑑によると、近年の1日平均乗車人員の推移は以下の通り。
| 年度               | 1日平均 乗車人員 | 出典     |
| ------------------ | ---------------- | -------- |
| 1990年（平成02年） | 140              | [ * 1 ]  |
| 1991年（平成03年） | 135              | [ * 2 ]  |
| 1992年（平成04年） | 127              | [ * 3 ]  |
| 1993年（平成05年） | 119              | [ * 4 ]  |
| 1994年（平成06年） | 111              | [ * 5 ]  |
| 1995年（平成07年） | 111              | [ * 6 ]  |
| 1996年（平成08年） | 103              | [ * 7 ]  |
| 1997年（平成09年） | 86               | [ * 8 ]  |
| 1998年（平成10年） | 78               | [ * 9 ]  |
| 1999年（平成11年） | 79               | [ * 10 ] |
| 2000年（平成12年） | 80               | [ * 11 ] |
| 2001年（平成13年） | 80               | [ * 12 ] |
| 2002年（平成14年） | 73               | [ * 13 ] |
| 2003年（平成15年） | 73               | [ * 14 ] |
| 2004年（平成16年） | 60               | [ * 15 ] |
| 2005年（平成17年） | 60               | [ * 16 ] |
| 2006年（平成18年） | 62               | [ * 17 ] |

## 駅周辺
駅前は国道410号に面しており、国道沿いや千葉県道297号和田丸山線沿いには中小商店、宿泊施設（千倉温泉）などが点在する。駅入口と反対側は田園地帯が広がる。安馬谷里山方面の山間部にはオートキャンプ場や観光農園等もある。
- 国道410号
- 千葉県道297号和田丸山線
- 安馬谷里山
- 千倉白子郵便局
- 安馬谷里山チップロード
- 千歳海岸
- 白子（梅ヶ岡）番所跡

## 隣の駅
東日本旅客鉄道（JR東日本）
■内房線
千倉駅 - 千歳駅 - 南三原駅

### 記事本文